# Палочный переулок
Па́лочный переулок — переулок в Восточном административном округе города Москвы на территории района Преображенское. Проходит от Электрозаводской улицы до Суворовской улицы.
Палочный переулок официально был упразднен 7 мая 1987 года (согласно Решению Исполнительного комитета Московского городского Совета народных депутатов от 7 мая 1987 года № 1140), однако фактически продолжает существовать и по состоянию на ноябрь 2019 года включен в «Общемосковский классификатор улиц», то есть название официально восстановлено.

## Происхождение названия

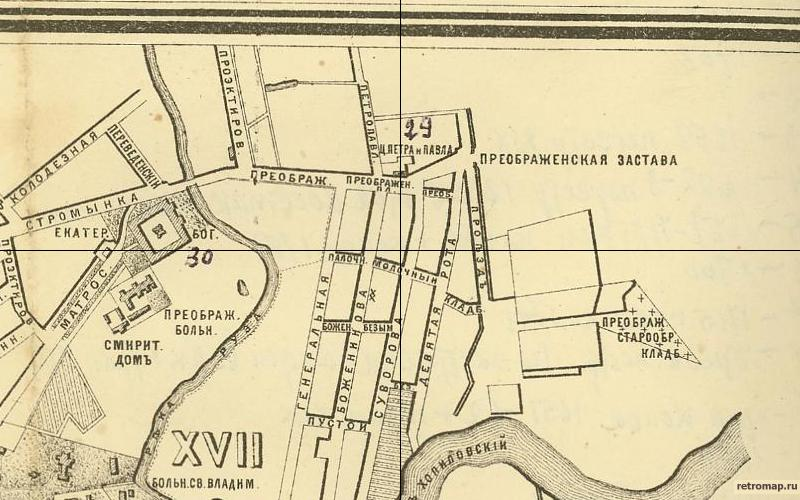
Палочный и Молочный переулки на карте 1895 года. На карте видно, что переулок доходит до улицы Девятая Рота.

Название напоминает о существовании здесь в конце XVII — начале XVIII веков плаца Преображенского полка, новобранцы которого обучались ружейным приемам на палках. До 1922 года переулок был разделен на две части, одна из которых — между нынешней Электрозаводской улицей и Буженинова — называлась Палочным переулком, а другая — между улиц Буженинова и Девятая Рота — Молочным переулком. Возможно, здесь существовал молочный рынок.

## Описание
Переулок начинается от дома № 52 по Электрозаводской улице, проходит на восток, пересекает улицу Буженинова и заканчивается Суворовской улицей. До 70-х годов XX века переулок продолжался до улицы Девятая Рота, но затем эта часть переулка была застроена. Собственных домов по переулку не числится.

## Транспорт

### Наземный транспорт
По Палочному переулку не ходит общественный наземный транспорт.